# Biserica de lemn din Calafindești

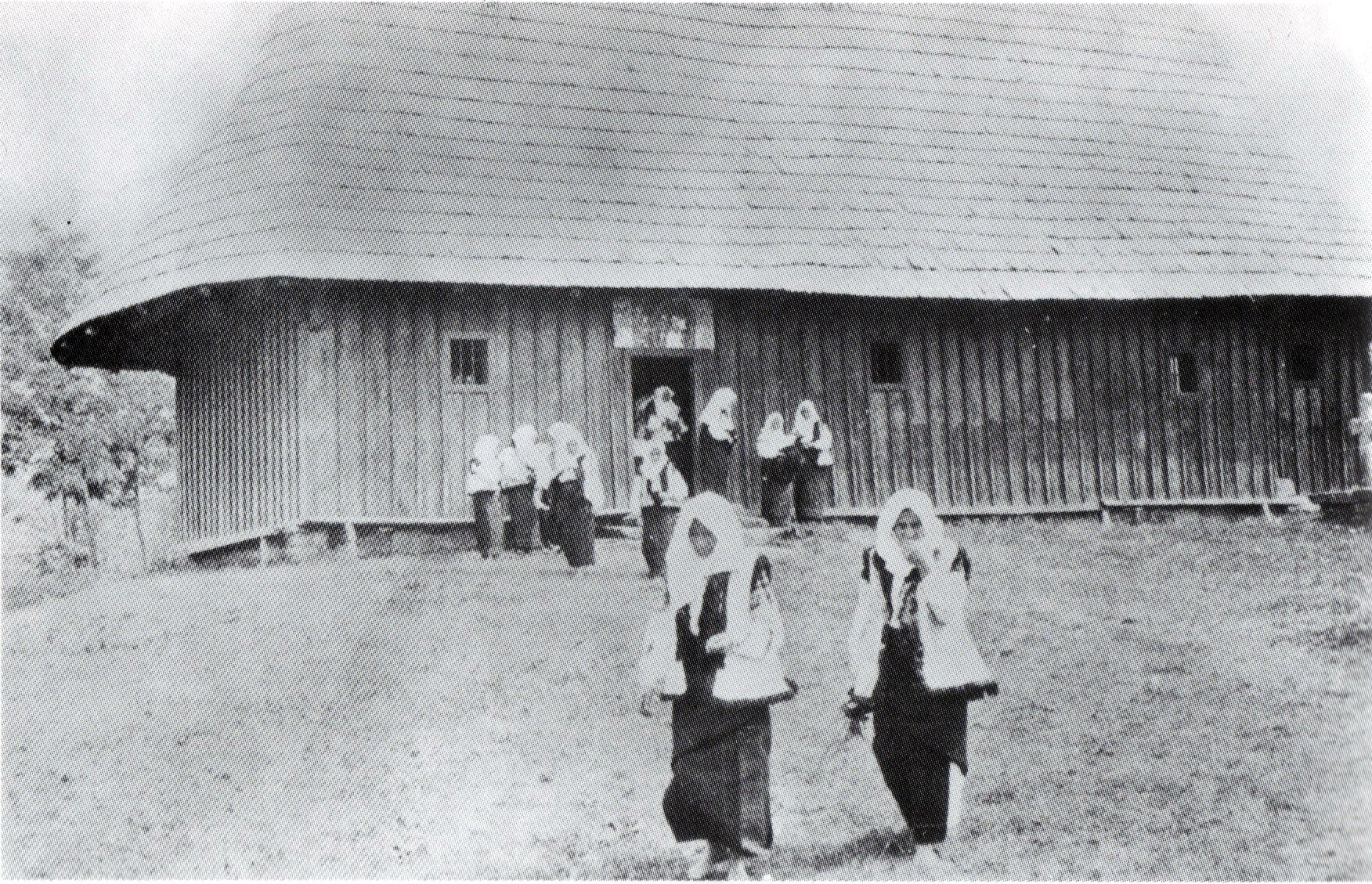
Biserica de lemn din Calafindești (1900)

Biserica de lemn „Nașterea Maicii Domnului” din Calafindești a fost un lăcaș de cult ortodox construit în anul 1775 în satul Calafindești din comuna omonimă aflată în județul Suceava. Edificiul religios se afla localizat în centrul satului și avea hramul Nașterea Maicii Domnului, sărbătorit la data de 8 septembrie. 
Biserica de lemn din Calafindești a fost strămutată la mijlocul secolului al XX-lea într-o localitate din județul Neamț.

## Istoricul localității
Prima atestare documentară a satului Calafindești datează din 15 iunie 1431, acesta fiind pe atunci sat răzeșesc. În secolul al XVII-lea, moșia satului Calafindești era proprietatea familiei boierului Ciogolea Pătrașco. Ulterior, aceasta ajunge proprietate a familiilor boierești Palade, Sturza și Neculce. În secolul al XIX-lea o mare parte a terenurilor agricole ajung în posesia armenilor Kapri (Michael, Albina și Emanuel Kapri). 
Prima mențiune scrisă cu privire la existența unei biserici în Calafindești este documentul lui Ștefan cel Mare din 15 martie 1490 prin care Domnul Moldovei întărea Episcopiei Rădăuți nu mai puțin de 50 biserici cu popă cu toate dările, biserici care au fost date acestei episcopii încă de bunicul său, Alexandru cel Bun (1400-1432), printre care și „a 29-a biserică, la Calafendești, cu popă”.
Recensământul lui Rumeanțev (1772-1773) și apoi recensământul guvernatorului militar Spleny (1775) au înregistrat prezența a trei popi în satul Calafindești din Ocolul Vicovilor. Dintr-un document de danie din 22 iunie 1778 aflăm că unul dintre cei trei preoți, Vasile, și jupâneasa lui, Sanda, au dăruit Mănăstirii Moldovița fânațurile Miculile și Solotrucu din Vama, zestrea Sandei, fata lui Ion Hasnăș din Câmpulung Moldovenesc. 

## Istoricul bisericii
Biserica de lemn din Calafindești a fost ridicată cu ajutorul „poporenilor” în 1775 și avea hramul „Nașterea Maicii Domnului” (8 septembrie).  Biserica avea dimensiunile de 20 metri lungime și 8 metri lățime, fiind construită din lemn de stejar și brad și acoperită cu șindrilă. 
Lăcașul de cult a suferit diferite reparatii în decursul timpului (în anii 1832 și 1890-1892). În 1911 a fost construită o casă parohială din cărămidă, acoperită cu țiglă, compusă din 6 camere.
Între anii 1935-1950, în apropierea lăcașului de cult din lemn, a fost construită o biserică de piatră cu dimensiunile de 30x16 m. În 1946 a fost înălțată o clopotniță din piatră cu dimensiunea de 5x5 m. Aici se află 4 clopote datând din 1797, 1799, 1893 (nefolosit) și unul nedatat (probabil la fel de vechi ca primele două). 
După finalizarea construcției bisericii noi, biserica veche din lemn a fost donată unui sat din județul Neamț, în locul ei rămânând doar masa altarului cioplită de ieromonahul Daniel. 

## Preoți slujitori
Între preoții parohi care au slujit la această biserică sunt de menționat Dimitrie Diaconivici, Grigorie Czerniawski, Mihai Bendevschi, Vasile Turtureanu și Vasile Onica.
În anul 1843, preotul administrator Dimitrie Diaconivici păstorea o comunitate de 648 credincioși, patron al bisericii fiind „von Wolanski”. În 1876, Parohia Calafindești avea sub oblăduire 1.009 enoriași, păstoriți de parohul Grigorie Czerniawski; biserica era patronată de baronul Michael von Kapri. 
Mihai Bendevschi a păstorit aici înainte de a fi transferat la Crasna-Ilschi. I-a succedat după o perioadă de vacanță preotul patriot Vasile Turtureanu (1852-1937), care a păstorit aici ca preot administrator (1896-1898) și apoi ca preot-paroh (1898-1936). Acesta a primit titlul de exarh (1920), fiind decorat cu Ordinul Coroana României în rang de cavaler. În anul 1930 a devenit protopop al Protopresviteriatului Siret. În mai 1936, la vârsta de 84 ani, a fost înlocuit ca preot de către Dionisie Preda. A continuat să locuiască până la moarte în Conacul Bucevski din Calafindești. Decedat la 4 februarie 1937, preotul Vasile Turtureanu a fost înmormântat lângă biserica din lemn din cimitirul satului.